# Hans Backe

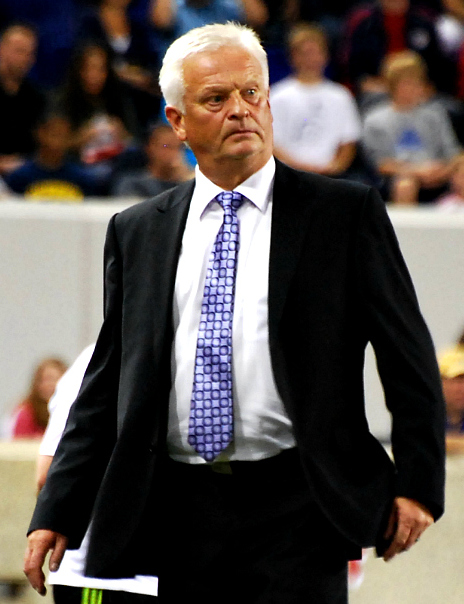
Backe im September 2011

Hans Backe (* 14. Februar 1952) ist ein ehemaliger schwedischer Fußballspieler. Im Anschluss an seine aktive Laufbahn, die er vornehmlich im unteren schwedischen Ligabereich bestritt, wurde er Fußballtrainer. Er war zuletzt im Jahr 2016 Trainer der finnischen Nationalmannschaft.

## Werdegang

### Vom unterklassigen Spieler zum Erstligatrainer
Backe spielte bei AIK in der Jugend. Mit der Nachwuchsmannschaft gewann er 1966 an der Seite von Leif Karlsson und Gerry Rehn den Sankt Erikscupen. Später rückte er in die Reservemannschaft des Klubs auf. 1972 gehörte er zum Kader der ersten Mannschaft in der Allsvenskan, kam jedoch nicht zum Einsatz. Daher wechselte er zum unterklassigen Bro IK. Später spielte er noch für IF Brommapojkarna und Spånga IS.
1982 übernahm Backe bei Djurgårdens IF seinen ersten Trainerposten, nachdem der Klub im Vorjahr aus der Allsvenskan abgestiegen war. Zwar gelang in der Division 1 Norra auf Anhieb der Staffelsieg, in den folgenden Relegationsspielen scheiterte er jedoch mit der Mannschaft an seinem ehemaligen Klub AIK. Nachdem auch in den folgenden beiden Spielzeiten der Aufstieg verpasst wurde, ersetzte der Klub ihn 1984 durch Björn Westerberg. Daraufhin wechselte er zum norwegischen Klub Molde FK. Nach einer Spielzeit wurde sein Vertrag aufgelöst, da sich der Klub weiterhin keinen hauptamtlichen Trainer leisten konnte.
Zur Allsvenskan-Spielzeit 1987 kehrte Backe nach Schweden zurück und übernahm das Training beim Erstligisten Hammarby IF. Nach einem sechsten Platz im ersten Jahr verpasste die Mannschaft im folgenden Jahr den Klassenerhalt und Backe wurde erneut beurlaubt. Neuer Arbeitgeber wurde daraufhin der Zweitligist Östers IF, mit der 1989 auf Anhieb in die Allsvenskan aufstieg und in der Erstligaspielzeit 1990 die Meisterschaftsendrunde als Tabellenvierter erreichte. Dort scheiterte er mit der Mannschaft im Halbfinale an IFK Norrköping nach einem 4:3-Heimerfolg durch eine 1:2-Asuwärtsniederlage aufgrund der Auswärtstorregel. Nachdem er mit der Mannschaft im folgenden Jahr in der Abstiegsrunde antreten musste, die ohne Niederlage als Tabellenführer beendet wurde, erreichte er mit dem Klub in der Spielzeit 1992 als Tabellenzweiter erneut die Meisterschaftsrunde. In der mittlerweile im Ligamodus ausgetragenen Serie erreichte er mit der Mannschaft den dritten Rang.
Nach einer weiteren Spielzeit bei Östers IF, die als Tabellenachter beendet wurde, warb ihn sein ehemaliger Verein AIK ab. Beim Solnaer Klub beerbte er Tommy Söderberg, der zum Svenska Fotbollförbundet gewechselt war. Er führte die Mannschaft im UEFA-Pokal 1994/95 in die zweite Runde, in der sie nach zwei Niederlagen am AC Parma, dem späteren Sieger des Wettbewerbs, scheiterte. Im Sommer 1995 erreichte er mit der Mannschaft das Pokalfinale, das mit 1:3 gegen Halmstads BK verloren wurde. Nachdem ihm in der Liga nur ein sechster und achter Tabellenplatz gelungen war, wurde er nach Ende der Spielzeit 1995 durch seinen Assistenten Erik Hamrén ersetzt.

### Wechsel ins Ausland und Meistertitel in Dänemark
1996 kehrte Backe nach Norwegen zurück und wurde Trainer bei Stabæk Fotball in der Tippeligaen. In den folgenden Jahren erreichte er mit der Mannschaft um Petter Belsvik, Arild Stavrum und Frode Olsen Mittelfeldplätze in der Liga. 1998 nahm er ein Angebot des dänischen Klubs Aalborg BK in der Superliga wahr und übergab den norwegischen Klub an seinen Landsmann Anders Linderoth. In der Spielzeit 1998/99 führte er den Klub zu seinem ersten Titelgewinn, als die Mannschaft vor Brøndby IF den Landesmeistertitel errang. 
Im Juni 2000 ging Backe zum SV Austria Salzburg, den er bis September 2001 betreute. Anschließend heuerte er beim FC Kopenhagen an. Mit dem Klub gewann er 2004 und 2005 zwei weitere Meisterschaften und zog in der Royal League 2004/05 ins Finale ein, das nach Elfmeterschießen gegen IFK Göteborg gewonnen wurde. Am 31. Dezember 2005 ersetzte der Klub ihn durch Ståle Solbakken. Ende April 2006 unterschrieb er einen Vertrag beim griechischen Verein Panathinaikos Athen. Nach vier Monaten wurde er vorzeitig entlassen.

### Zusammenarbeit mit Sven-Göran Eriksson
In der Saison 2007/08 schloss sich Backe zusammen mit Tord Grip als Trainerassistent dem von seinem Landsmann Sven-Göran Eriksson trainierten englischen Klub Manchester City in der Premier League an. Nach der gemeinsamen Entlassung setzte er die Zusammenarbeit als Co-Trainer der mexikanischen Nationalmannschaft fort. Während Grip Eriksson zu Notts County folgte, blieb Backe nach der erneuten Entlassung im April 2009 vereinslos. Im Oktober meldete seine erste Trainerstation Djurgårdens IF Interesse an einer Verpflichtung als Mitarbeiter von Andrée Jeglertz, er lehnte jedoch ab.
Am 27. Oktober 2009 folgte auch Backe Eriksson zu Notts County und übernahm den Trainerposten des Vereins. Nach nur einigen Wochen trat er am 15. Dezember 2009 als Trainer zurück. Grund hierfür war ein Streit über nicht bezahlte Gehälter.

### In den Vereinigten Staaten
Am 11. Januar 2010 übernahm Backe den Trainerposten bei den New York Red Bulls in den Vereinigten Staaten vom seinerzeitigen Interimstrainer Richie Williams. In seiner ersten Saison gewann er mit der Mannschaft um Juan Pablo Ángel, Dane Richards, Salou Ibrahim und Joel Lindpere die MLS Eastern Conference. Im Viertelfinale der Play-offs um den Meisterschaftsgewinn schied sie jedoch gegen San José Earthquakes trotz eines 1:0-Heimspielerfolges mit einer 1:3-Niederlage aus. Nachdem die Mannschaft auch in den beiden folgenden Jahren nicht über das Conference-Halbfinale hinausgekommen war, wurde sein Ende 2012 auslaufender Vertrag nicht verlängert.

### Finnischer Nationaltrainer
Backe wurde im Januar 2016 Nachfolger des im Sommer 2015 entlassenen Mixu Paatelainen Trainer der finnischen Nationalmannschaft; er hatte sich auf ein Inserat des finnischen Fußballverbandes beworben. Sein erstes Spiel als Nationaltrainer am 10. Januar 2016 in Abu Dhabi endete mit einer 0:3-Niederlage gegen die schwedische Auswahl.
Das Länderspieljahr 2016 gestaltete sich für die Finnische Auswahl als wenig zufriedenstellend. Von 11 Spielen in der Ära von Hans Backe endeten 9 mit einer Niederlage und lediglich zwei mit einem Unentschieden. Als Konsequenz dieser Bilanz wurde Backe im Dezember 2016 vom Finnischen Verband entlassen.

## Titel
- Dänischer Meister: 1998, 2004, 2005